# ANSI/TIA-568
ANSI / TIA-568是電信行業協會(Telecommunications Industry Association)（TIA）的一套電信標準。這份標準涉及電信產品和服務的商業建築佈線。
2018年，發布修訂D版標準，用以取代2009年修訂版C，2001年修訂版B，1995年修訂版A以及1991年的初期版本，現已過時。
IEC標準ISO / IEC 11801提供了類似的網絡電纜標準。

## 歷史
ANSI / TIA-568是由製造商，最終用戶和顧問等60多個機構共同開發制定的。 該標準的工作始於環境影響評估，以確定電信佈線系統的標準。 EIA同意制定一套標準，並組建了TR-42委員會，共有9個小組委員會進行工作。 這項工作繼續由在TIA內的TR-42委員會維護，而 EIA不再存在，因此EIA已被刪除。
標準的第一次修訂，TIA / EIA-568-A.1-1991於1991年發布。該標准在1995年更新為B版。由於採用個人電腦和數據通信網路以及這些技術的進步，在這一時期對商業佈線系統的要求大大增加。高性能雙絞線佈線的發展和光纜的普及也帶動了標準的顯著變化。這些變化首先在2009年的修訂版C中發布，隨後被D系列取而代之。

## 目標
ANSI / TIA-568定義了商業建築物以及校園環境中的建築物之間的結構化佈線系統標準。 大部分標准定義了佈線類型，距離，連接器，電纜系統架構，電纜終端標準和性能特徵，電纜安裝要求和測試安裝電纜的方法。 主要標準ANSI / TIA-568.0-D定義了一般要求，ANSI / TIA-568-C.2 專注在平衡雙絞線電纜系統的組件。 ANSI / TIA-568.3-D 針對光纖電纜系統的組件，而 ANSI / TIA-568-C.4，則是負責同軸電纜組件。這些標準的目的是要支援各種現有的和未來的佈線系統的設計和安裝的推薦做法。開發者希望這個標準將提供一個使用期限超過十年的商業化佈線系統。 這一努力在很大程度上是成功的，正如1991年第5類佈線的定義所定義的那樣，1999年發布的主要是滿足1000BASE-T的佈線要求的佈線標準。因此，標準化過程可以合理地說已經提供 至少有九年的住宅佈線壽命，可以說是一個更長的壽命。
所有這些文件都涉及定義商業路線和空間的相關標準（TIA-569-C-1，2013年2月），住宅佈線（ANSI / TIA-570-C，2012年8月），管理標準（ANSI / TIA-606-B ，2012年6月），接地和接合（TIA-607-B-2，2013年8月）和建築外部佈線（TIA-758-B，2012年4月）。

## 電纜類別
該標准定義了非屏蔽雙絞線電纜系統的類別，在信號頻寬，插入損耗和串擾方面，分別具有不同的性能標準。通常增加的類別編號對應於適合於更高數據傳輸速率的電纜系統。3類電纜適用於電話電路，數據速率為每秒1600萬位 (16MHz)。5類電纜對衰減和串擾有更多的限制，頻寬為100MHz。1995年版的標准定義類別3,4和5。類別1和2被排除在標準之外，因為這些類別僅用於語音電路，而不是用於數據。目前修訂版本包括超五(5e)類（100 MHz），6（250 MHz），6A（500 MHz）和8（2,000 MHz）。

## 結構化電纜系統拓撲
ANSI / TIA-568-D定義了分層電纜系統架構，其中，主交叉連接（MCC）經由跨主幹電纜星形拓撲到中間交叉連接（ICC）和水平交叉連接（HCC）連接。電信設計的傳統使用的類似的拓撲結構。 許多人通過他們的電信名稱來指交叉連接：“配線架”（各種層次結構稱為MDF，IDF和配線間）。主幹電纜還用於將入口設施（如電話分界點）互連到主交叉連接。 根據電纜類型和使用情況，最大允許主幹光纖距離在300米到3000米之間變化。
水平交叉連接為所有水平佈線的整合提供了一個要點，這些佈線在星型拓撲中延伸到單個工作區域，例如隔間和辦公室。在TIA / EIA-568-B規範定義下，無論是光纖還是雙絞線，最大允許水平電纜距離為90米，最大總長度包含跳線為100米。跳線不超過5米。 水平電纜允許使用可選的合併點，通常適用於開放式辦公室佈局，其中合併點或介質轉換器可以將電纜連接到多個桌面或通過分區。
在工作區，設備通過跳線連接到水平佈線，終止於插座。
TIA / EIA-568還定義了入口設施，機房和電信室的特點和佈線要求。

## 568A 與 568B 終端
ANSI / TIA-568最著名的功能是八個电阻100歐姆的平衡雙絞線的針腳/線對分配的佈線系統，分为TIA/EIA-568-A线序和TIA/EIA-568-B线序，具体接法详见下表。

### T568A、B 接头线序
| Pin | 对 | Wire | 颜色  |
| --- | -- | ---- | ----- |
| 1   | 3  | tip  | 白/绿 |
| 2   | 3  | ring | 绿    |
| 3   | 2  | tip  | 白/橘 |
| 4   | 1  | ring | 蓝    |
| 5   | 1  | tip  | 白/蓝 |
| 6   | 2  | ring | 橘    |
| 7   | 4  | tip  | 白/褐 |
| 8   | 4  | ring | 褐    |

| Pin | 对 | Wire | 颜色  |
| --- | -- | ---- | ----- |
| 1   | 2  | tip  | 白/橘 |
| 2   | 2  | ring | 橘    |
| 3   | 3  | tip  | 白/绿 |
| 4   | 1  | ring | 蓝    |
| 5   | 1  | tip  | 白/蓝 |
| 6   | 3  | ring | 绿    |
| 7   | 4  | tip  | 白/褐 |
| 8   | 4  | ring | 褐    |

### 两端接头差异的不同线缆
| 使用引脚1，2发送数据的设备 | 使用引脚3，6发送数据的设备 |
| -------------------------- | -------------------------- |
| 电脑                       | 集线器                     |
| 路由器                     | 交换机                     |
| 无线接入点（以太网接口）   |                            |

直通线
用于交换设备与终端（电脑）的连接，线头的线序使用同一线序。更加准确的：如果设备使用不同的引脚发送数据，则使用直连线。
交叉线
用于同型设备（交换设备之间或终端电脑之间）的连接，线头的线序使用两个线序（一头使用A线序，另一头则使用B线序）。更加准确的：如果设备使用相同的引脚发送数据，则使用交叉线。

## 標準版本列表
- ANSI/TIA-568.0-D, 客戶端通用電信佈線, Ed. D, 09-2015
- ANSI/TIA-568.1-D, 商業建築電信佈線標準, Ed. D, 09-2015
- ANSI/TIA-568.2-D, 平衡雙絞電信佈線和組件標準, Ed. D, 09-2018
- ANSI/TIA-568.3-D, 光纖佈線和組件標準, Ed. D, 10-2016
- ANSI/TIA-568-C.4, 寬頻同軸電纜和組件標準, Ed. C, 07-2011